# 佐平
佐平，是百济的官職。

## 著名的佐平
据《三国史记》记载，古爾王时期，初定为十六官等。初期宰相是左輔 (百济)，以後改官國相。腆支王冊封阿莘王之庶子扶餘信為上佐平ㆍ大佐平(即最高官職)。